# Дворец Мригдаяван
Дворец Мригдаяван  (тайск. พระราชนิเวศน์มฤคทายวัน) — бывший королевский дворец в Ча-Аме, Таиланд. Здание из тикового дерева. Название дворца, на тайском языке означает "Дворец любви и надежды. Расположен на побережье Банг Кра между городами Ча-Ам и Хуахин, в провинции Пхетбури.
Дворец Мригадаяван был летним дворцом короля Рама VI или Ваджиравуда, правившего Сиамом с 1910 по 1925 год. Король Ваджиравуд дважды посещал дворец во время своего правления. Его первый визит был сделан летом 1924 года в течение трёх месяцев. Его второй визит, летом 1925 года, длился два месяца, после чего Его Величество умер. Дворец теперь является собственностью Бюро недвижимости Короны и находится под управлением Фонда Mrigadayavan Palace.

## Строительство
Дворец был заказан королём Ваджиравудом, в качестве загородной резиденции, для укрепления своего здоровья, в то время когда он страдал от ревматоидного артрита. Король разработал проекты для дворца, состоящей из шестнадцати тиковых зданий, возведённых бетонными колоннами и соединённых между собой несколькими дорожками. Строительство началось в 1923 году и было завершено в конце 1924 года. Над строительством руководил итальянский архитектор Эрколе Манфреди.
Король Ваджиравуд хотел потратить наименьшее количество расходов на строительство дворца Мридагаяван и хотел, чтобы этот приморский дворец был скромным королевским резидентом по сравнению с другими дворцами его царствования. Дизайн дворца должен был быть простым, но изящным, и мог приспособить тропический морской климат.

## История
Первая реставрация
Дворец не использовался, с 1930-х годов по 1965 год, до разрешения короля Рама IX на предоставление территории дворца, отделу авиационной поддержки тренировочного лагеря пограничной патрульной полиции Нарсуан. В 1981 году дворец Мригдаяван был зарегистрирован как объект наследия Департамента изобразительных искусств. Два года спустя, в 1983 году Департамент изобразительных искусств и пограничная патрульная полиция инициировали проект «Первой реставрации». В связи реставрацией весь дворец был перекрашен в синий цвет. В 1992 году был основан Фонд Mrigadayavan Palace патронатом Её Королевского Высочества Принцессы Петчарат.
Вторая реставрация
Второй реставрационный проект — включает в себе, полное восстановление дворца, до его первоначального состояния, к 100-летию Дворца Мригдаяван в 2024 году. Архитекторы, работающие над проектом, поняли, что во время первой реставрации дворец был окрашен в неправильные цвета, и были проведены интенсивные исследования и анализ, чтобы восстановить оригинальные цвета дворца. Кроме того, благодаря их анализу выявлено, что плитки черепицы крыши, установленные во время первой реставрации, оказались значительно тяжелее, чем исходные плитки. Тяжелые плитки, таким образом, вызывали проблемы для конструкций зданий, что приводило к трещинам в колоннах. Изготовлены новые плитки для замены, имитированием старых плиток с точки зрения стиля и веса.

## Описание
Дворец Мригадаяван состоит из трёх групп зданий с шестнадцатью небольшими зданиями. Здания связаны друг с другом длинным крытым деревянным коридором. Общая длина дворца составляет 399 метров. Двадцать две лестницы расположены вокруг дворца. Участок дворца находится на параллельной оси к морю с длинным коридором, ведущим к обеим купольным павильонам в направлении север-юг, чтобы обеспечить морской бриз в дневное время и горный бриз в ночное время. Три группы зданий дворца:
а) Самосорн Севакамарт
б) Группа зданий Самутфиман (мужской квартал)
c) Пизансакорнская группа зданий (женский квартал)
Самосорн Севакамарт
Самосорн Севакамарт — расположен в северной части дворца. Его название предсказывает функцию здания. Самосорн означает собрание, а Севакамарт — королевские чиновники. Король Ваджиравуд использовал этот квартал в качестве конференц-зала со своими должностными лицами, приёмной для гостей, ритуальной комнатой, функциональной комнатой театральных представлений. Этот открытый холл с высокими потолками имеет прямоугольную форму. Потолок зала украшен нарисованной казной и большими люстрами. Поскольку этот зал часто служил театром, в каждом уголке зала имеются раздевалки для актёров. Панель управления освещением находится в верхней и нижней частях зала. В северных комнатах есть круглая лестница для актёров, при превращении зала в театральную сцену. Король Ваджиравуд обычно репетировал свои пьесы в этом зале. Тем не менее, когда он не выступал сам, он наблюдал за выступлениями своих двоюродных братьев и придворных с южного балкона. Огромная круглая лестница у входа использовалась королём Ваджиравудом для доступа к его кварталу. Правая сторона лестниц использовалась для подъёма на второй этаж, в то время как левая сторона шла вниз. Направление движения вверх и вниз по этим лестницам сделано по часовой стрелке, следуя браминским и буддийским убеждениям за получение хорошего предзнаменования. Согласно Брахману и буддийским убеждениям, король представляет самых могущественных богов — Шиву, Брахму и Вишну. Король Ваджиравуд использовал комнату на верхнем этаже Самоборна Севакамарт, для проведения королевских церемоний. В Дворце Мригадаван были проведены две важные церемонии. Первая была церемонией награждения в честь юбилея рождения королевы Индрасакди Сачи в 1924 году, а другая — в годовщину дня рождения королевы Сувадханы в 1925 году. Король также использовал зал для благословения браков членов королевской семьи. На левой стороне зала стоит бронзовый бюст короля Ваджиравуда, изготовленный в 1926 году итальянским скульптором Сильпой Бхирашри (при рождении Коррадо Ферочи). За бюстом стоит надпись «Feroci 1926».
Группа зданий Самутфиман (мужской квартал)
Самутфиман, был частным кварталом короля. Только королю и его близким должностным лицам разрешалось входить в этот район. Название «Самутфиман» буквально означает «дом в океане». В квартале Самутфиман расположены семь зданий.
Пизансакорнская группа зданий (женский квартал)
На юге дворца, вдоль длинного коридора находится группа зданий Пизансакорн, дамский квартал. Король Ваджиравуд первоначально построил этот квартал для королевы Индрасакди Сачи. Ни одному мужчине, кроме короля и мальчиков в возрасте до двенадцати королевской семьи, не разрешалось находиться в этом квартале.

## Галерея
*